# Albarracín
Albarracín település Spanyolországban, Teruel tartományban. Albarracín Alobras, Bezas, Cella, Frías de Albarracín, Gea de Albarracín, Griegos, Guadalaviar, Moscardón, Noguera de Albarracín, Pozondón, Royuela, Salvacañete, Santa Eulalia del Campo, Terriente, Teruel, Tormón, Torres de Albarracín, Tramacastiel, Valdecuenca, El Vallecillo, Villar del Cobo, Rubiales, Jabaloyas, Zafrilla, Cuenca, Checa, Orea, Orihuela del Tremedal, Bronchales, Ródenas, Toril y Masegoso, Calomarde, Tramacastilla, Monterde de Albarracín és Saldón községekkel határos. Lakosainak száma 1002 fő (2024).

## Népesség
A település lakosságának változását az alábbi diagram mutatja:
| Lakosok száma | 1037 | 1025 | 1075 | 1097 | 1102 | 1059 | 1044 | 1025 | 1008 | 1002 |
|               | 2001 | 2004 | 2007 | 2009 | 2012 | 2014 | 2017 | 2019 | 2022 | 2024 |